# Letové provozní služby Slovenské republiky
48°10′8″ s. š., 17°11′20″ v. d.

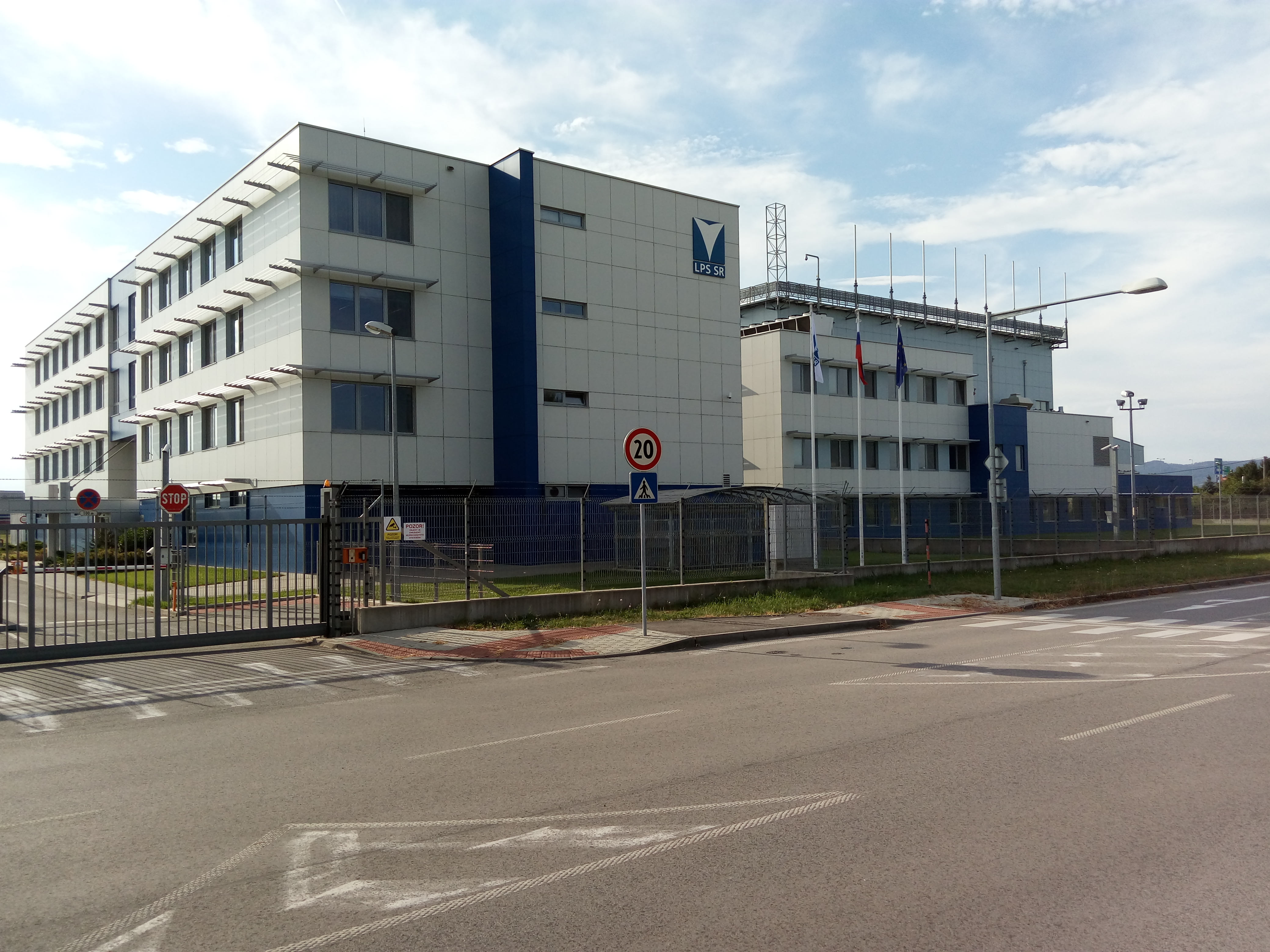
Sídlo na Ivanská silnici 93 v Bratislavě

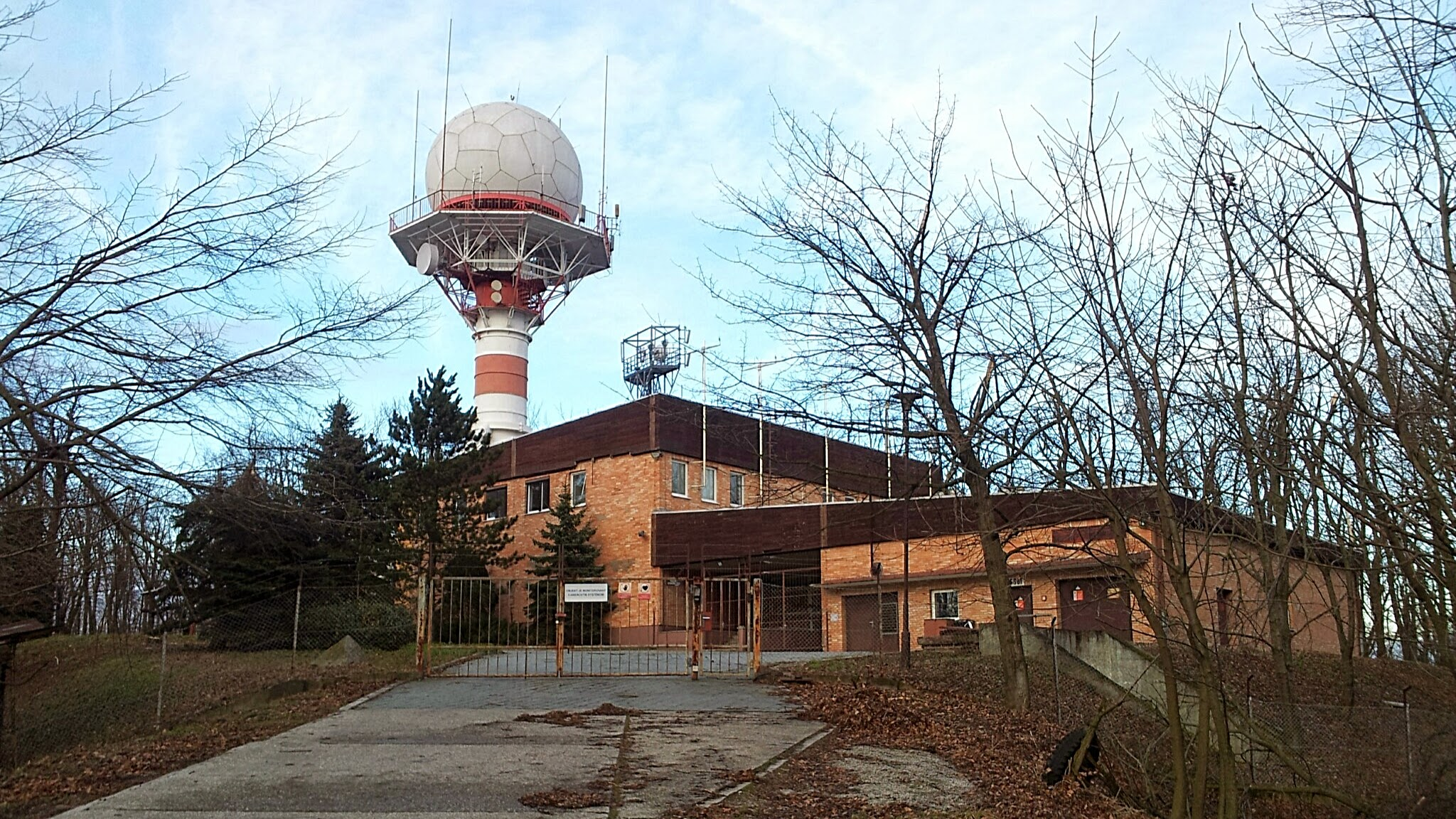
Pohled na sekundární přehledový radar Letových provozních služeb na vrcholu Velký Javorník (v Malých Karpatech

Letové provozní služby Slovenské republiky (LPS SR) je státní podnik, který poskytuje služby řízení letového provozu ve vzdušném prostoru Slovenské republiky. Podnik byl založen 1. ledna 2000 rozhodnutím Ministerstva dopravy, pošt a telekomunikací SR.  V roce 2009 odriadila LPS SR 317 973 letů, což byl 1,2% pokles oproti předchozímu roku. Počet přeletů (299 487) klesl o 0,1 % Avšak počet příletů a odletů z / na slovenské letiště (14 614) klesl o 23,2 %. Počet vnitrostátních letů vzrostl o 1,9 % Na 3 872. 

## Letové provozní služby
Letové provozní služby patří mezi hlavní náplň činnosti LPS SR. Tyto služby jsou poskytovány třemi druhy pracovišť:
- Oblastní středisko řízení (ACC) poskytuje služby řízení, informační a pohotovostní službu v řízeném prostoru bratislavské oblasti a informační a pohotovostní službu letům v neřízené oblasti. [1]
- Přibližovací stanoviště řízení (APP) poskytuje službu řízení, letovou informační a pohotovostní službu letem, které přilétají nebo odlétají z letiště. Samostatné pracoviště této služby jsou na Letišti MR Štefánika v Bratislavě a na Letišti Košice.
- Řídicí věž (TWR) poskytuje "letištní službu řízení, letovou informační a pohotovostní službu letištní provozu", tedy na letišti a v blízkém okolí. Přijímají se zde i ohlasy plánovaných služeb. Pracoviště jsou zařízeny na letišti MR Štefánika, Letišti Košice, Letišti Piešťany, Letišti Poprad-Tatry a Letišti Žilina.  Před rekonstrukcí v červnu 2009 odevzdalo LPS provoz letových navigačních služeb na letišti Sliač do rukou Ministerstva obrany.  Do té doby bylo letiště rozděleno na civilní a vojenskou část. Po zaškolení personálu pro práci s civilními lety bude provoz zajišťována ozbrojenými silami. [2]

Za řízený prostor se považuje prostor ve výšce nad 2 450 m n. m. 

## Letecké telekomunikační služby
Komunikační služby jsou poskytovány Slovak Aeronautical Telecommunication Network . LPS SR provozuje navigační služby, které informují o relativní poloze letadla. Přehledové služby využívají síť radarů na určení polohy a výšky letadel i jiných ukazatelů letového provozu. LPS SR nabízí komplexní zpracování informací z těchto různých zdrojů.  V roce 2009 podepsalo Slovensko spolu s Bosnou a Hercegovinou, Českem, Chorvatskem, Maďarskem, Rakouskem, Slovinskem dohodu o vytvoření Funkčního bloku vzdušného prostoru Střední Evropy. Tímto se Slovensko připojilo k celoevropské iniciativě Single European Sky na vytvoření jednotného rámce poskytování letových navigačních služeb. Služby budou nadále poskytovány jednotlivými zeměmi. 

## Letecká informační služba
Do této oblasti patří informační služby potřebné pro plánování letů. Mezi informace, které letecký personál dostává patří navigační mapy plány letišť, údaje situaci ve vzdušném prostoru a případných omezeních a jiné důležité údaje. Některé informace jsou poskytovány také online. 

## Služba pátrání a záchrany
LPS SR vytvořili na koordinaci pátrání a záchrany civilních, bezpečnostních a vojenských složek Záchranné koordinační středisko. Sídlí v Bratislavě a má celoslovenskou působnost. Skutečných leteckých nehod je však jen 40 % případů. Pod ostatní případy patří falešné zprávy.  Služby záchranné a pátrací byly během roku 2009 využity 311krát.